# Plainfield (Massachusetts)
Plainfield è un comune degli Stati Uniti d'America facente parte della contea di Hampshire nello stato del Massachusetts.